# المحميت (المحويت)

تعديل مصدري - تعديل

المحميت هي إحدى قرى عزلة بني ابجر بمديرية المحويت التابعة لمحافظة المحويت، بلغ تعداد سكانها 178 نسمة حسب تعداد اليمن لعام 2004.